# Peyrusse-le-Roc
Pour les articles homonymes, voir Peyrusse (homonymie).
Peyrusse-le-Roc est une commune française, située dans le département de l'Aveyron en région Occitanie. Ses habitants sont appelés les Pétruciens.
Le patrimoine architectural de la commune comprend sept immeubles protégés au titre des monuments historiques : l'hôpital des Anglais, inscrit en 1992, le marché couvert, inscrit en 1992, la synagogue, inscrite en 1992, la porte de la Barbacane, inscrite en 1993, l'église Notre-Dame-de-Laval, classée en 1995, le château Inférieur, inscrit en 1995, et le château de la Caze, inscrit en 2018.

## Géographie

### Communes limitrophes
Les communes limitrophes sont  Asprières, Drulhe, Galgan, Les Albres, Naussac et Sonnac.

### Climat
Pour des articles plus généraux, voir Climat de l'Occitanie et Climat de l'Aveyron.
En 2010, le climat de la commune est de type climat océanique altéré, selon une étude s'appuyant sur une série de données couvrant la période 1971-2000. En 2020, Météo-France publie une typologie des climats de la France métropolitaine dans laquelle la commune est dans une zone de transition entre le climat océanique altéré et le climat de montagne et est dans la région climatique Ouest et nord-ouest du Massif Central, caractérisée par une pluviométrie annuelle de 900 à 1 500 mm, maximale en automne et en hiver.
Pour la période 1971-2000, la température annuelle moyenne est de 12,2 °C, avec une amplitude thermique annuelle de 15,5 °C. Le cumul annuel moyen de précipitations est de 1 060 mm, avec 11,5 jours de précipitations en janvier et 6,3 jours en juillet. Pour la période 1991-2020, la température moyenne annuelle observée sur la station météorologique la plus proche, située sur la commune du Bas Ségala à 17 km à vol d'oiseau, est de 12,4 °C et le cumul annuel moyen de précipitations est de 1 062,4 mm,. Pour l'avenir, les paramètres climatiques de la commune estimés pour 2050 selon différents scénarios d'émission de gaz à effet de serre sont consultables sur un site dédié publié par Météo-France en novembre 2022.

## Urbanisme

### Typologie
Au 1er janvier 2024, Peyrusse-le-Roc est catégorisée commune rurale à habitat très dispersé, selon la nouvelle grille communale de densité à 7 niveaux définie par l'Insee en 2022.
Elle est située hors unité urbaine et hors attraction des villes,.

## Histoire
Contrairement à une légende locale qu'on retrouve dans d'autres villages de France, Jules César n'a jamais parlé de Peyrusse.
Pépin le Bref, après la diète de Bourges, chercha à se rendre maître de la personne du duc d'Aquitaine Waïfre (ou Gaïfier). En 767, il assiégea Peyrusse et se rendit maître de la forteresse.
Robert II dit le Pieux, roi de France fit halte à Peyrusse en 1031.
le 16 juillet 1269, Peyrusse reçut dans ses murs Alphonse de Poitiers, frère de Saint Louis, auquel Hugues, comte de Rodez vint rendre hommage.
La cité de Peyrusse était le chef-lieu du plus grand bailliage du Rouergue (106 paroisses) et il abritait dans ses murs 187 hommes en armes et 4 chevaliers, elle comptait jusqu'à 40 familles nobles, dont la famille de Peyrusse, les Medicys, les Cornely, la famille Besse, mais aussi six notaires, un changeur de monnaie, et de nombreuses fabriques.
Peyrusse tirait profit de ses mines argentifères exploitées depuis l'antiquité : sept puits de mines sont répertoriés sur le territoire actuel de la commune. Le commerce de la ville était important : plusieurs foires et deux marchés hebdomadaires.
Le 11 février 1369, une charte de privilèges a été accordée à la commune par Charles V et signée entre les consuls de la ville et le comte de Rodez au nom du duc d'Anjou et du roi.
La ville se dépeupla au cours du XVIIIe siècle et fut livrée à des entreprises de démolition au XIXe siècle et au début du XXe siècle. Une prise de conscience collective a vu le jour à partir de 1956, pour sauver les restes de ce patrimoine. Le maire Louis Cassan-Louis, l'instituteur Azais, le secrétaire Joulie, Maurice Vernhes, Hervé, Hubert, Revel, Gibergues et le garde champêtre Delmoly en ont été les pionniers, avec d'autres ; c'est à cette époque qu'on a redécouvert un mausolée du XIVe siècle appelé localement le Tombeau du roi.
Aujourd'hui, le site est un lieu de villégiature et de tourisme.

## Politique et administration
| Période                                  | Période  | Identité         | Étiquette | Qualité     |
| ---------------------------------------- | -------- | ---------------- | --------- | ----------- |
| mars 1995                                | mai 2020 | Francis Savignac | DVG       | Agriculteur |
| mai 2020                                 | En cours | Michel Forey     |           |             |
| Les données manquantes sont à compléter. |          |                  |           |             |

## Démographie
L'évolution du nombre d'habitants est connue à travers les recensements de la population effectués dans la commune depuis 1793. Pour les communes de moins de 10 000 habitants, une enquête de recensement portant sur toute la population est réalisée tous les cinq ans, les populations de référence des années intermédiaires étant quant à elles estimées par interpolation ou extrapolation. Pour la commune, le premier recensement exhaustif entrant dans le cadre du nouveau dispositif a été réalisé en 2004.

En 2022, la commune comptait 202 habitants, en évolution de −13,68 % par rapport à 2016 (Aveyron : +0,37 %, France hors Mayotte : +2,11 %).
| 1793 | 1800 | 1806 | 1821 | 1831  | 1836 | 1841  | 1846 | 1851 |
| ---- | ---- | ---- | ---- | ----- | ---- | ----- | ---- | ---- |
| 905  | 721  | 830  | 887  | 1 007 | 913  | 1 000 | 926  | 999  |

| 1856 | 1861 | 1866 | 1872 | 1876 | 1881 | 1886 | 1891 | 1896 |
| ---- | ---- | ---- | ---- | ---- | ---- | ---- | ---- | ---- |
| 947  | 966  | 981  | 926  | 932  | 929  | 919  | 852  | 812  |

| 1901 | 1906 | 1911 | 1921 | 1926 | 1931 | 1936 | 1946 | 1954 |
| ---- | ---- | ---- | ---- | ---- | ---- | ---- | ---- | ---- |
| 739  | 695  | 646  | 571  | 567  | 525  | 524  | 464  | 389  |

| 1962 | 1968 | 1975 | 1982 | 1990 | 1999 | 2004 | 2006 | 2009 |
| ---- | ---- | ---- | ---- | ---- | ---- | ---- | ---- | ---- |
| 392  | 392  | 383  | 374  | 288  | 229  | 212  | 204  | 218  |

| 2014 | 2019 | 2022 | - | - | - | - | - | - |
| ---- | ---- | ---- | - | - | - | - | - | - |
| 226  | 214  | 202  | - | - | - | - | - | - |

Au début du XXe siècle, Peyrusse-le-Roc comptait 739 habitants.

## Économie

### Revenus
En 2018 (données Insee publiées en septembre 2021), la commune compte 90 ménages fiscaux, regroupant 203 personnes. La médiane du revenu disponible par unité de consommation est de 18 010 € (20 640 € dans le département).

### Emploi
| Division       | 2008  | 2013  | 2018  |
| -------------- | ----- | ----- | ----- |
| Commune        | 6,4 % | 7,4 % | 4,1 % |
| Département    | 5,4 % | 7,1 % | 7,1 % |
| France entière | 8,3 % | 10 %  | 10 %  |

En 2018, la population âgée de 15 à 64 ans s'élève à 127 personnes, parmi lesquelles on compte 77,2 % d'actifs (73,2 % ayant un emploi et 4,1 % de chômeurs) et 22,8 % d'inactifs,. En 2018, le taux de chômage communal (au sens du recensement) des 15-64 ans est inférieur à celui de la France et département, alors qu'en 2008 il était supérieur à celui du département et inférieur à celui de la France.
La commune est hors attraction des villes,. Elle compte 43 emplois en 2018, contre 43 en 2013 et 43 en 2008. Le nombre d'actifs ayant un emploi résidant dans la commune est de 96, soit un indicateur de concentration d'emploi de 45 % et un taux d'activité parmi les 15 ans ou plus de 55,7 %.
Sur ces 96 actifs de 15 ans ou plus ayant un emploi, 37 travaillent dans la commune, soit 39 % des habitants. Pour se rendre au travail, 79,6 % des habitants utilisent un véhicule personnel ou de fonction à quatre roues, 6,5 % s'y rendent en deux-roues, à vélo ou à pied et 14 % n'ont pas besoin de transport (travail au domicile).

### Activités hors agriculture
32 établissements sont implantés à Peyrusse-le-Roc au 31 décembre 2019. Le tableau ci-dessous en détaille le nombre par secteur d'activité et compare les ratios avec ceux du département,.
| Secteur d'activité                                                                                        | Commune | Commune | Département |
| Secteur d'activité                                                                                        | Nombre  | %       | %           |
| --- | ------- | ------- | ----------- |
| Ensemble                                                                                                  | 32      |         |             |
| Industrie manufacturière, industries extractives et autres                                                | 13      | 40,6 %  | (17,7 %)    |
| Construction                                                                                              | 3       | 9,4 %   | (13 %)      |
| Commerce de gros et de détail, transports, hébergement et restauration                                    | 10      | 31,3 %  | (27,5 %)    |
| Activités financières et d'assurance                                                                      | 1       | 3,1 %   | (3,4 %)     |
| Activités immobilières                                                                                    | 1       | 3,1 %   | (4,2 %)     |
| Activités spécialisées, scientifiques et techniques et activités de services administratifs et de soutien | 1       | 3,1 %   | (12,4 %)    |
| Administration publique, enseignement, santé humaine et action sociale                                    | 3       | 9,4 %   | (12,7 %)    |

Le secteur de l'industrie manufacturière, des industries extractives et autres est prépondérant sur la commune puisqu'il représente 40,6 % du nombre total d'établissements de la commune (13 sur les 32 entreprises implantées à Peyrusse-le-Roc), contre 17,7 % au niveau départemental.

### Agriculture
La commune est dans le Segala, une petite région agricole occupant l'ouest du département de l'Aveyron. En 2020, l'orientation technico-économique de l'agriculture  sur la commune est l'élevage bovin, orientation mixte lait et viande.
|               | 1988 | 2000  | 2010  | 2020  |
| ------------- | ---- | ----- | ----- | ----- |
| Exploitations | 45   | 29    | 24    | 21    |
| SAU (ha)      | 997  | 1 152 | 1 236 | 1 357 |

Le nombre d'exploitations agricoles en activité et ayant leur siège dans la commune est passé de 45 lors du recensement agricole de 1988  à 29 en 2000 puis à 24 en 2010 et enfin à 21 en 2020, soit une baisse de 53 % en 32 ans. Le même mouvement est observé à l'échelle du département qui a perdu pendant cette période 51 % de ses exploitations,. La surface agricole utilisée sur la commune a quant à elle augmenté, passant de 997 ha en 1988 à 1 357 ha en 2020. Parallèlement la surface agricole utilisée moyenne par exploitation a augmenté, passant de 22 à 65 ha.

## Culture locale et patrimoine

### Lieux et monuments
Sept monuments historiques

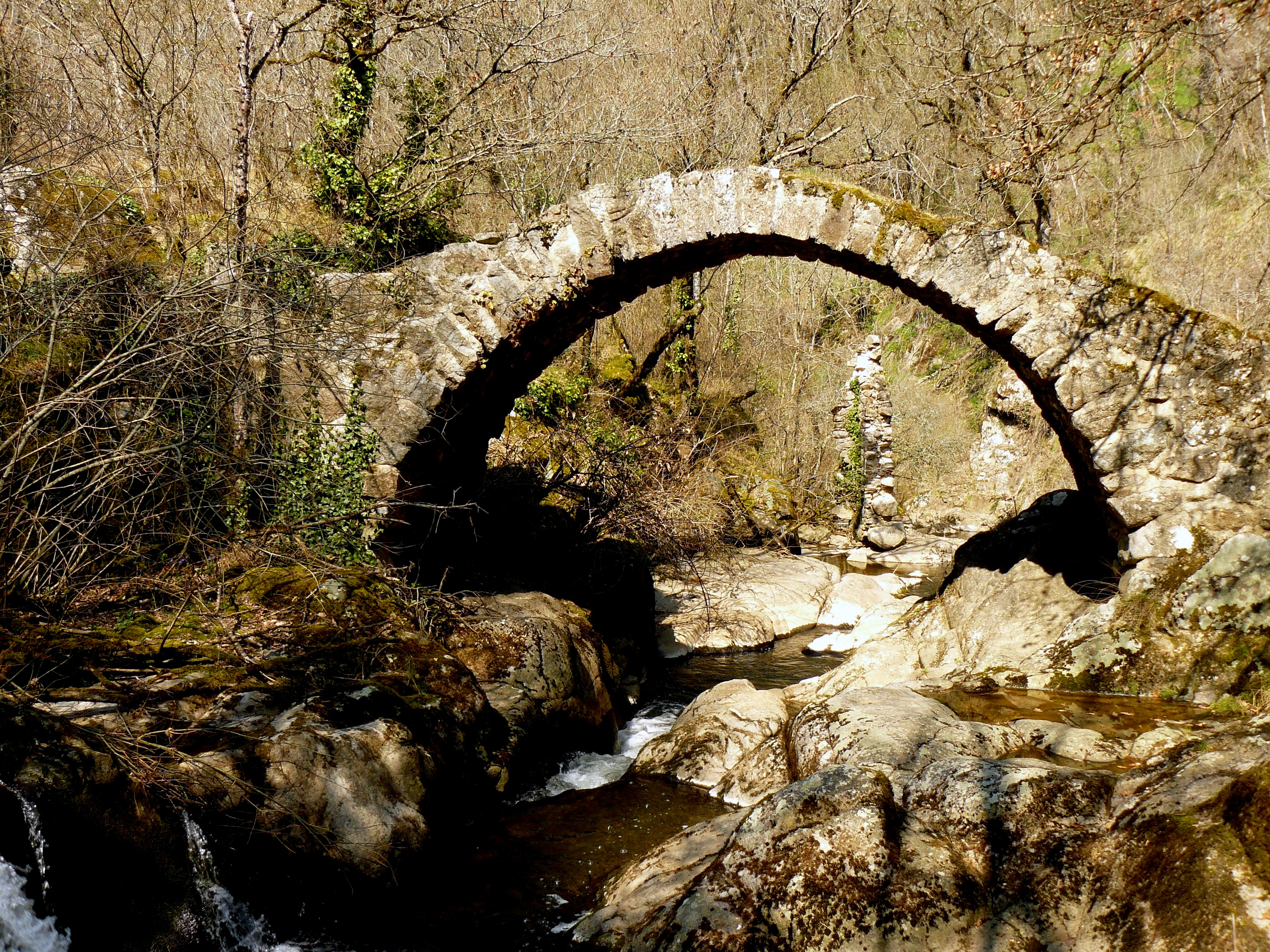
Le pont roman du Parayre (ou Pareyre).

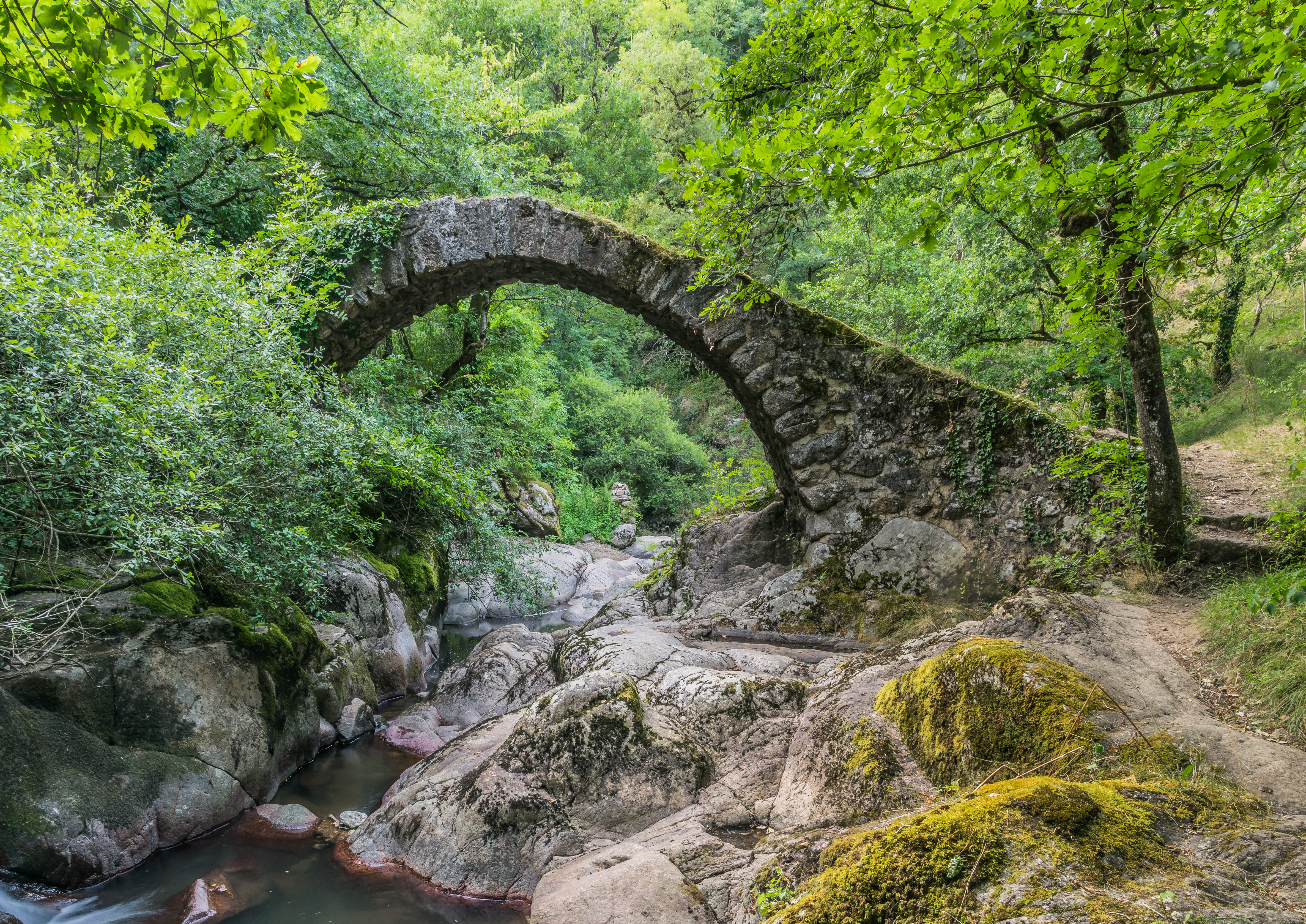
En couleurs.

- Église Notre-Dame-de-Laval de Peyrusse-le-Roc. L'église actuelle aménagée en 1680 dans les anciennes écuries du Château supérieur. La Croix Saint Georges.
- L'ancienne église Notre-Dame-de-Laval, avec une nef de 40 mètres et 12 chapelles latérales.  Classé MH (1995, Vestiges de l'église, avec son beffroi, avec leurs emprises au sol)
- Chapelle Notre-Dame-de-Pitié de Peyrusse-le-Roc.
- Le château de La Caze (propriété privée).
- Le château inférieur, ruiné, sur e Roc del Thaluc avec ses deux tours (« pain de sucre » de 150 mètres de haut depuis le ruisseau).
- La Statue des douleurs (servant de monuments aux morts).
- La Porte du château du roy.
- Le Donjon, avec sa tour de garde, et sa prison et oubliettes.
- La Porte neuve — vue panoramique vers l'est.
- La Porte de la Barbacane, marché couvert du Moyen Âge qui fait l’objet d’une inscription au titre des monuments historiques depuis le 3 septembre 1992[21].
- Le Beffroi.
- Le mausolée du XIVe siècle appelé le Tombeau du roi fait l’objet d’un classement au titre des monuments historiques.
- La synagogue du XIIe - XIIIe siècle qui fait l’objet d’une inscription au titre des monuments historiques depuis le 3 septembre 1992.
- L'hôpital (Acte notarié certifiant l'existence de l'hôpital de 1213).
- Le pont et traces contigües d'un filon d'exploitation de galène.
- Le pont roman du Parayre, sur l'Audiernes (vestige du moulin et de la maison du meunier).

### Personnalités liées à la commune
- Famille de Peyrusse, ancienne famille seigneuriale du lieu.
- Pascale Roberts (1930-2019), comédienne, venait s'y reposer[22].
- Hervé Vernhes (né en 1933), sculpteur.

### Héraldique
| Blason de Peyrusse-le-Roc | Blason  | D'azur au lion d'argent, au chef cousu de gueules chargé de trois besants d'or.                                        |
| Blason de Peyrusse-le-Roc | Détails | Armes de la famille de Peyrusse. Le statut officiel du blason reste à déterminer.                                      |
| Blason de Peyrusse-le-Roc | Alias   | D'argent à trois poires tigées et feuillées de sinople. Armes parlantes. Blason attribué par Charles d'Hozier en 1696. |

## Galerie

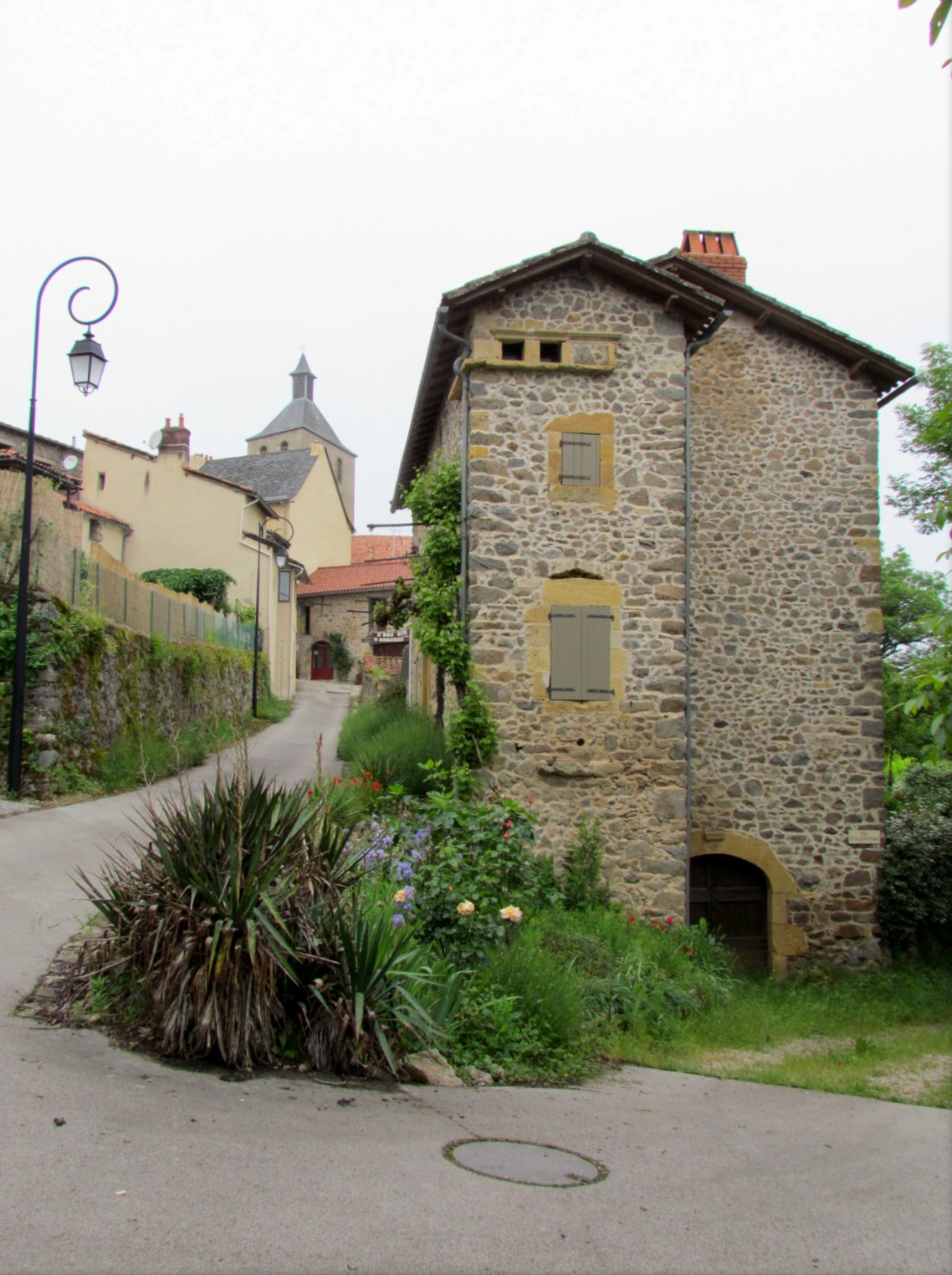
Une rue menant à la place de l'église.
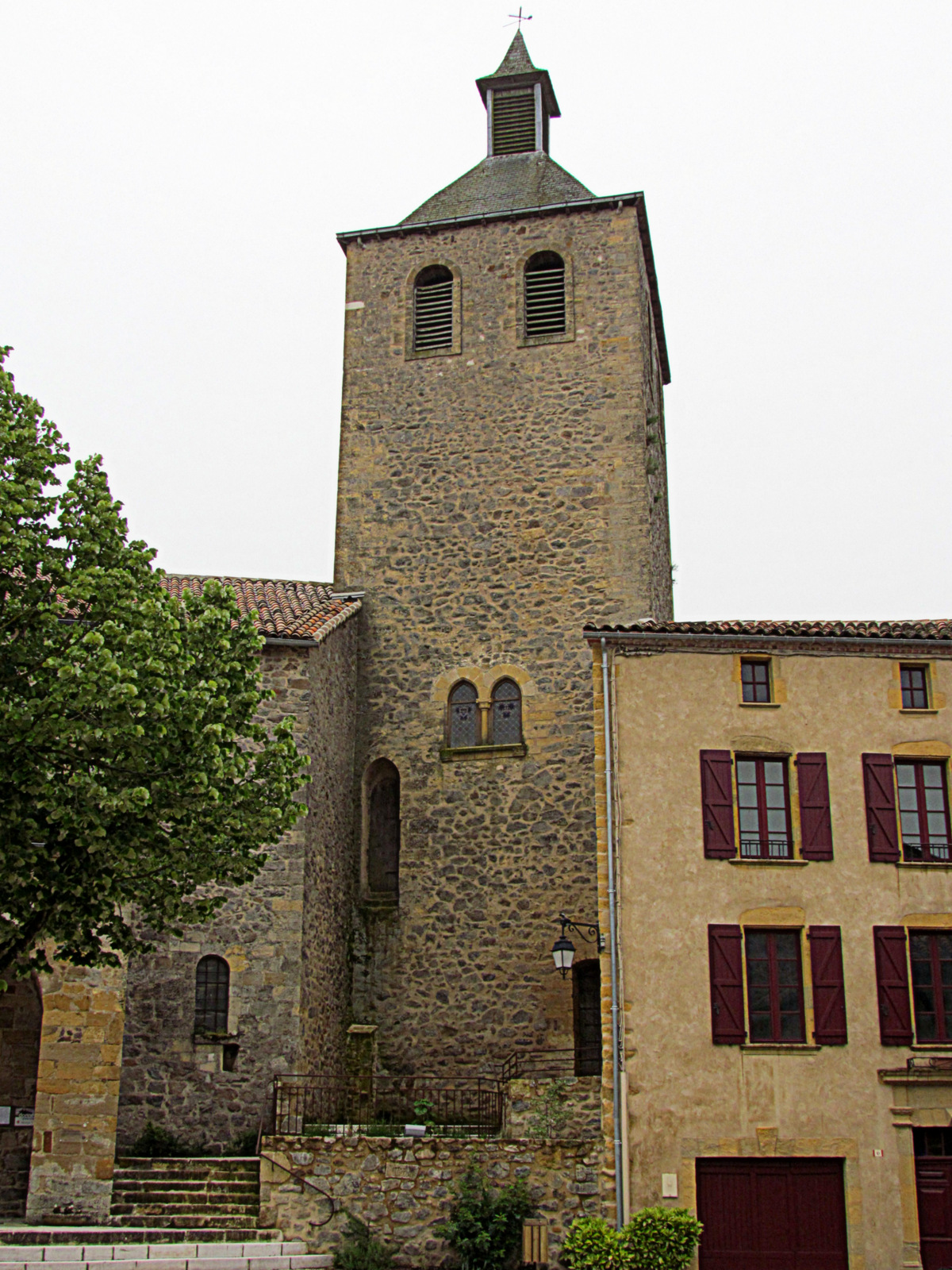
Clocher de l'église (ancienne tour du château).
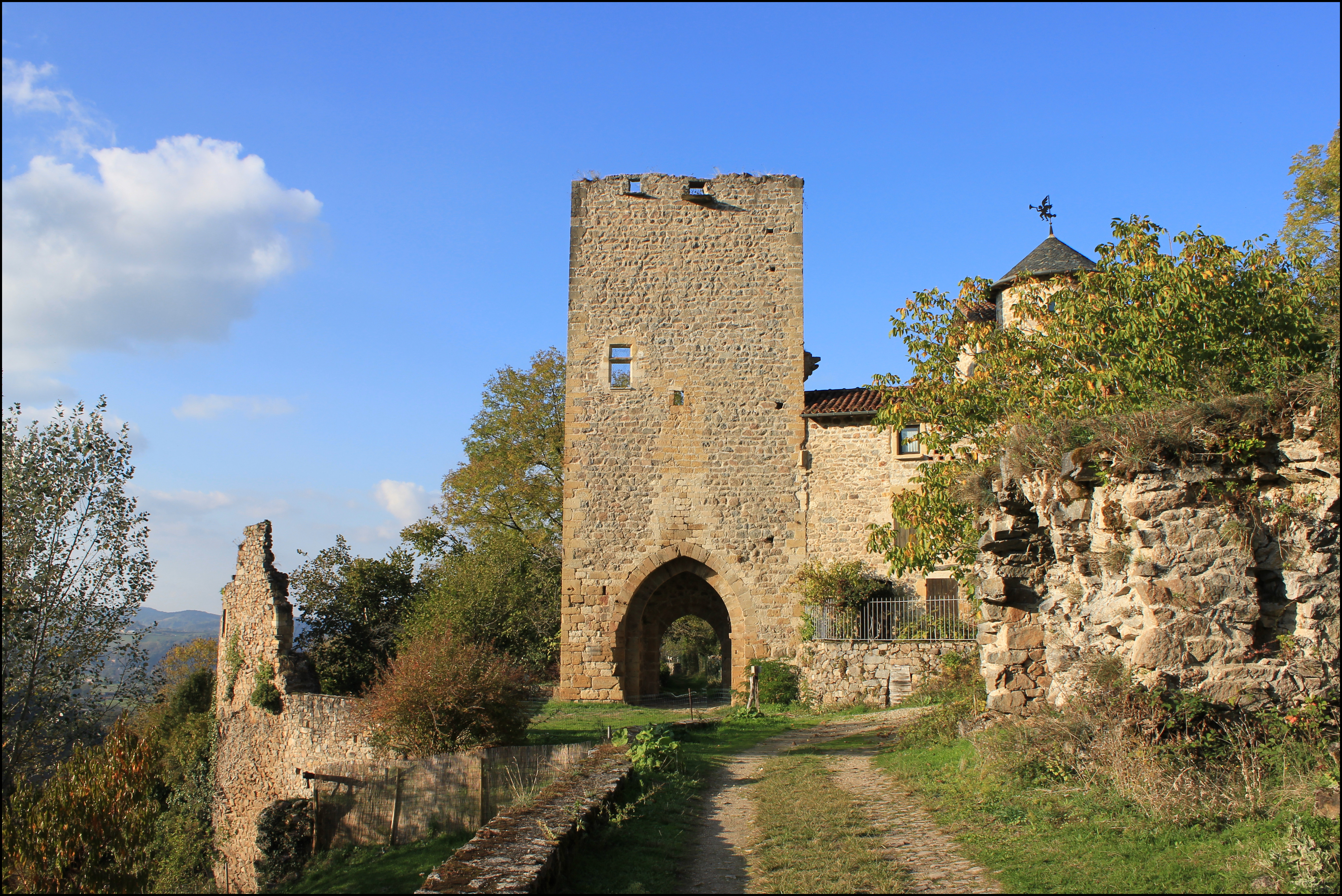
Porte de la Barbacane (XIVe siècle).
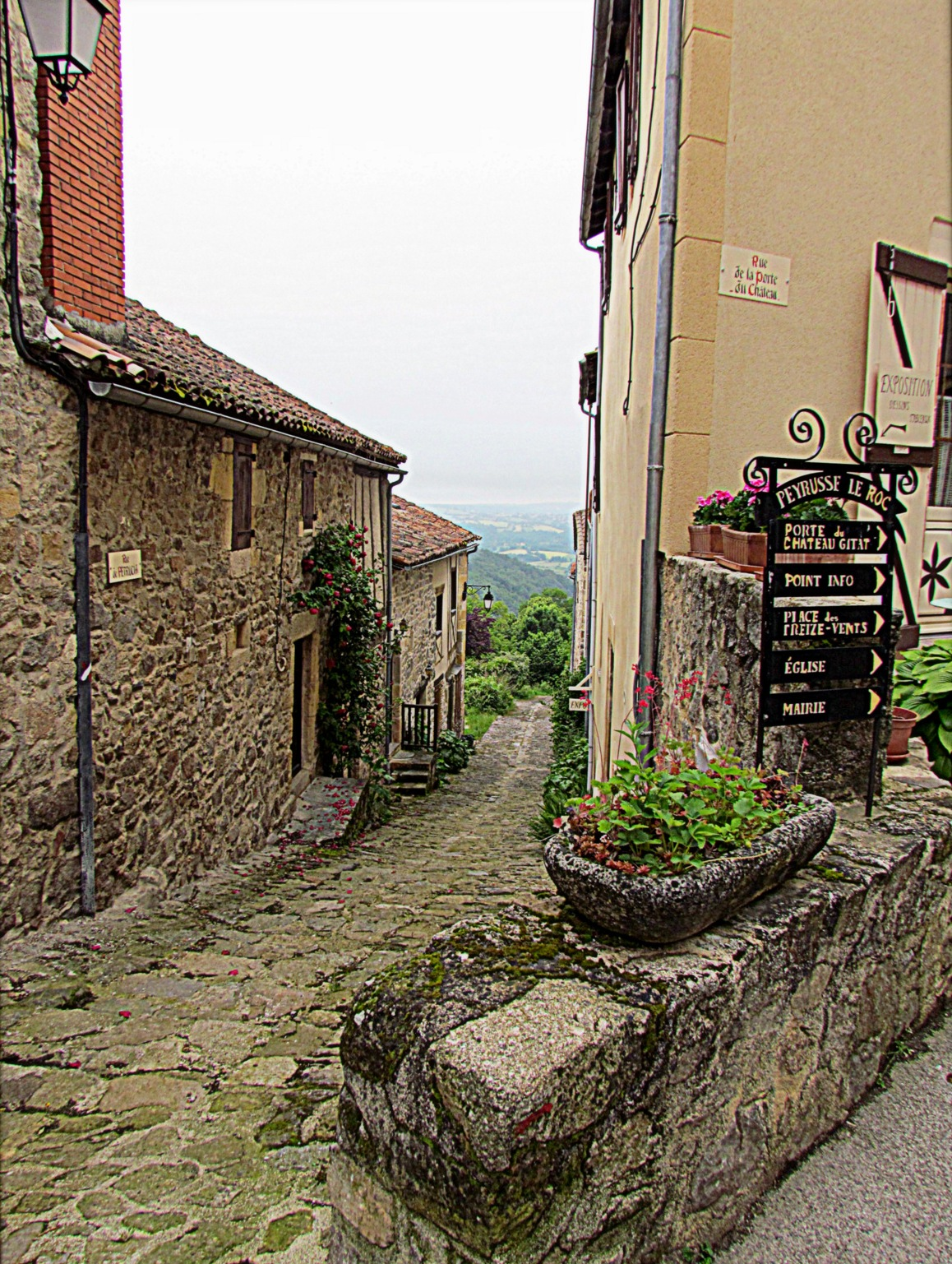
Rue menant au « Roc del Thaluc ».
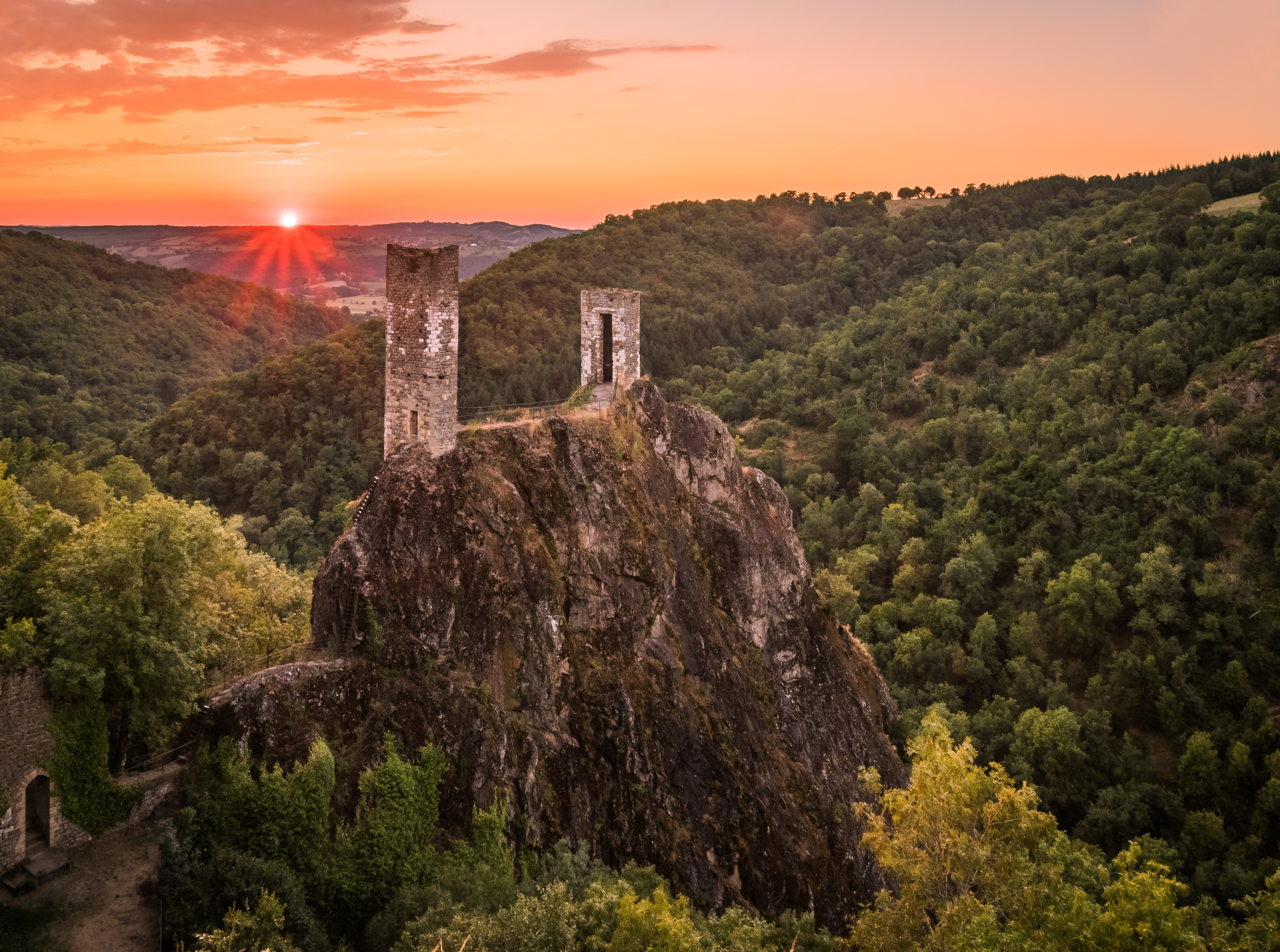
Tours du « Roc del Thaluc ».
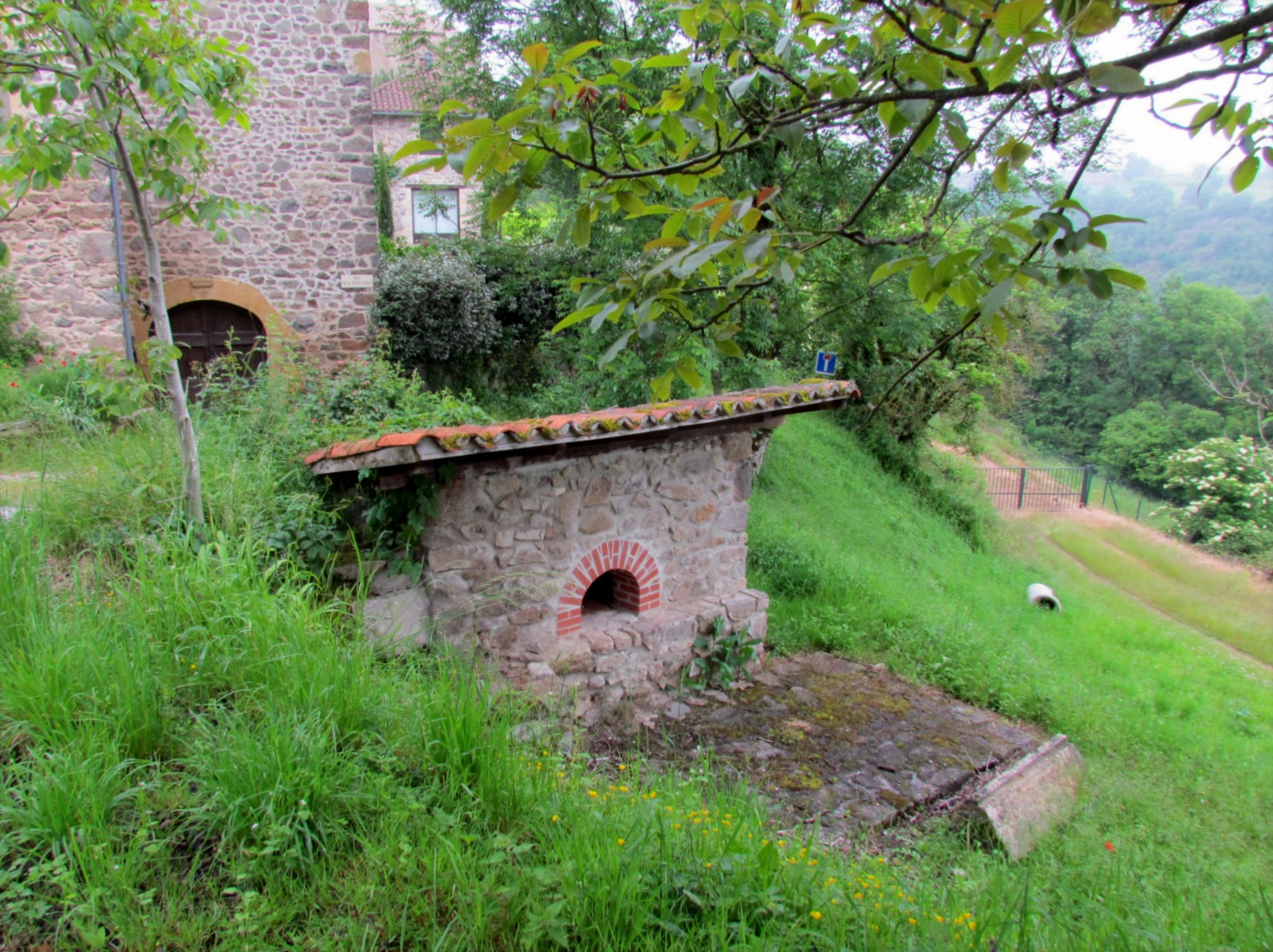
Four à pain.